# Ребасмяе
Ребасмяе (ест. Rebasmäe, виро Rebäsmäe) — село в Естонії, входить до складу волості Орава, повіту Пилвамаа.